# M2軽戦車
M2軽戦車（M2けいせんしゃ、M2 Light Tank）とは、1935年に開発されたアメリカ陸軍の軽戦車。初期型のM2A1から最終型のM2A4まで4種類が開発された。

## 開発経過

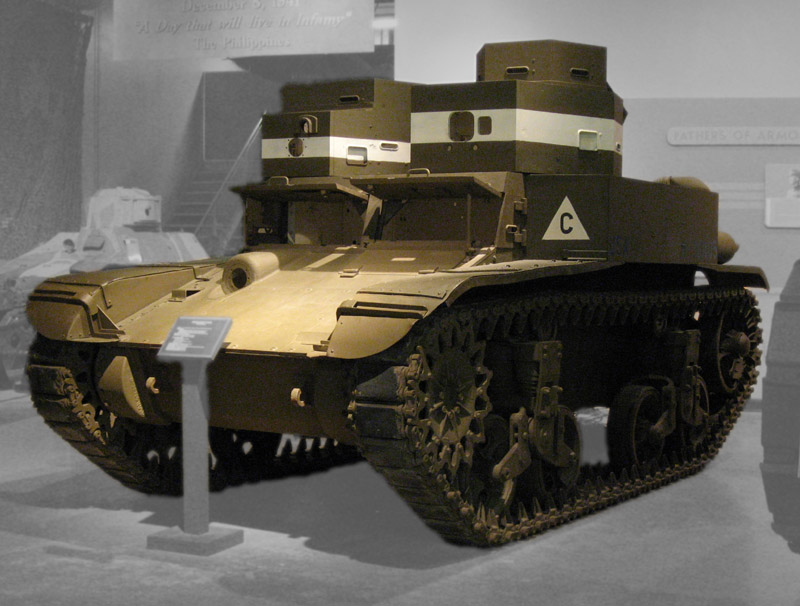
フォート・ノックスのパットン戦車博物館に展示されているM2A2

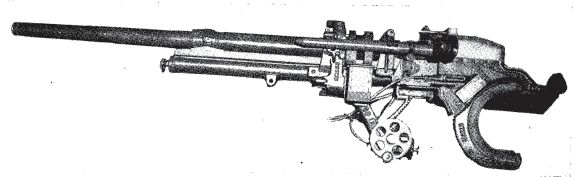
M2A4軽戦車とM3軽戦車前期生産型に搭載されたM5 37 mm 戦車砲

- - 非武装状態のT2軽戦車。リーフスプリング方式。アバディーン性能試験場。1934年5月23日。

M2軽戦車は1935年末に、アメリカ陸軍の歩兵科用戦車として、イリノイ州のロックアイランド工廠にて開発された。リーフスプリング方式のT1E4軽戦車の改良型であるT2軽戦車の、さらなる改良型である、試作車のT2E1軽戦車が制式化され、M2A1軽戦車となった。それまでに開発されたT1E4、T1E6、T2、各軽戦車は、イギリスのヴィッカース 6トン戦車の設計の影響を受けていた。よってそれらの改良発展型である本車も影響を受けていた。T2軽戦車までは、ヴィッカース 6トン戦車のようなリーフスプリング・サスペンション方式の複雑な足回りだが、T2E1軽戦車からは、より単純なVVSS（垂直渦巻スプリング・サスペンション）方式を採用していた。これは後のアメリカの軽戦車、中戦車に踏襲された。履帯はダブルピンで、サイドガイド形式となっていた。
各型は、副武装として車体前面右側にM1919A4 7.62 mm 機銃を1挺装備していた。車体と砲塔の装甲は溶接技術が未熟であったためにリベット留めであった。砲塔は人力旋回方式であった。
最初の生産型M2A1は、主武装としてM2 12.7 mm 機銃1門（砲塔前面左側）とM1919A4 7.62 mm 機銃1挺（同右側）を同軸で、砲塔上面後部左寄りに円形キューポラを備えた2人用（車長、機銃手）の単砲塔に搭載していたが、わずか10輌（19輌説あり）で生産終了となった。エンジンはコンチネンタル W-670-7 空冷星型7気筒ガソリン・エンジン（出力262hp）であった。
代わって、2つの銃塔を、左右並列配置（M2機銃1挺装備のキューポラ付きの左砲塔が車長兼機銃手、M1919A4 機銃1挺装備のキューポラ無しの右砲塔が機銃手）で搭載した、M2A2が生産に移された。このような双砲塔の軽戦車は、オリジナルのヴィッカース 6トン戦車E型 Type Aの他に、ソ連のT-26やポーランドの7TPなどが同時期に存在していた。左右並列配置された2基の銃塔を持つ外観から、当時有名だった巨乳の女優にちなんで「メイ・ウエスト」と兵士たちには呼ばれた。左銃塔には円形のキューポラが設けられた。M2A2は239輌（237輌説あり）が完成した。
その後、スペイン内戦の戦訓から、アメリカ陸軍はより強力な装甲と武装の必要性を認識し、1938年には、装甲強化と車体延長とサスペンションの改良をした、M2A3が開発された。エンジンはコンチネンタル W-670-9 空冷星型7気筒ガソリン・エンジン（出力262hp）に変更された。左銃塔のキューポラが六角形に改められている。M2A3は72輌（73輌説あり）が完成した。 
1940年には、双砲塔をやめて2人用の大型砲塔に、主武装として53.5口径のM3 37 mm 対戦車砲を50口径に短砲身化したM5 37mm 戦車砲（基本的に対戦車砲のままであり、そのため砲身の下の駐退復座機が車外に露出していた）と同軸機銃のM1919A4 機銃1挺を装備した最終型、M2A4の採用に至った。
M5 37mm 戦車砲は、日本戦車同様の肩当式のM20型連動砲架を介して搭載されており、ハンドルでも肩当てでも操作可能であり、上下左右に砲身を振ることができた。後継のM6 37mm 戦車砲でも改良型の連動砲架を採用している。
M2A4では装甲もさらに強化されており、最大装甲25.4 mm（1インチ）に達している。車体左右のスポンソン前部に、M1919A4 機銃が1挺ずつ装備されるようになった。砲塔上面には車長用キューポラが設けられ、キューポラ後部に対空機銃架の装備も可能であった。M2A4は375輌（アメリカン・カー＆ファウンドリー社で1940年5月から1941年3月にかけて365輌、ボールドウィン・ロコモーティヴ社で1942年4月に10輌）が完成した。
しかし、フランス戦での戦訓から、なお一段と強力な戦車が必要であると考えられ、1940年7月にはM2軽戦車をベースとした新型軽戦車の開発が始まっている。この新型軽戦車はM3軽戦車として完成し、1941年3月にM2軽戦車の生産は打ち切られた。

## 運用

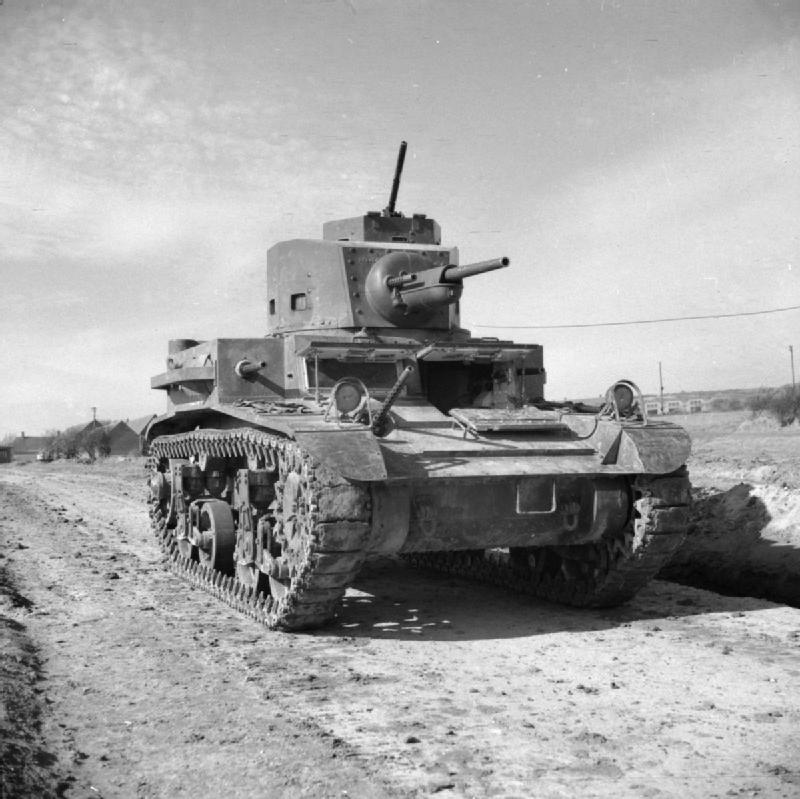
イギリス陸軍に配備されたM2A4軽戦車。1942年3月11日

アメリカ陸軍に配備されたM2軽戦車は、大半が訓練に使用された。少数のM2A4だけが、太平洋戦争中にガダルカナル島の戦いで海兵隊により実戦使用され、その後も1942年中は太平洋戦線の一部に配備された。M2A4はM3軽戦車と同じ部隊で混成使用されたことがあり、似た外観であるものの後部の誘導輪が接地していない点で区別することができる。
このほか、1941年初頭にイギリスから100輌のM2A4の供与が依頼されている。うち36輌が実際に輸出されたが、残りはM3軽戦車が完成したためにキャンセルされた。イギリスに到着した36輌は、4輌がエジプトに送られ、残りはイギリス本土の部隊に配備された。イギリスに送られたM2A4の愛称は、後のM3軽戦車と同じく「スチュアート」である。

## バリエーション
T2
原型試作車。リーフスプリング・サスペンションを採用。
T2E1
T2の改良型。VVSS（垂直渦巻スプリング・サスペンション）を採用。制式化されM2A1となる。単砲塔に12.7 mm 機銃×1、7.62 mm 機銃×1を、車体前部右側に7.62 mm 前方機銃を装備。砲塔形状はM2A1と異なる。
M2A1
最初の生産型。単砲塔に12.7 mm 機銃×1と7.62 mm 機銃×1を、車体前部右側に7.62 mm 前方機銃を装備。
M2A2
双砲塔型。左砲塔に12.7 mm 機銃×1、右砲塔に7.62 mm 機銃×1を、車体前部右側に7.62 mm 前方機銃を装備。
M2A2E1
M2A2にギバーソン・ディーゼルエンジンを搭載した試験用車輌。
M2A2E2
M2A2に改良型サスペンションを搭載した試験用車輌。
M2A2E3
M2A2の誘導輪を接地式として接地面積を拡大し、GMディーゼルエンジンを搭載した試験用車輌。
M2A3
M2A2の装甲強化型。装甲厚が最大22ミリとなり、ボギー間を伸ばして接地面積を拡大している。双砲塔型。左砲塔に12.7 mm 機銃×1、右砲塔に7.62 mm 機銃×1を、車体前部右側に7.62 mm 前方機銃を装備。1938年。
M2A3E1
M2A3にギバーソン・ディーゼルエンジンを搭載した試験用車輌。
M2A3E2
M2A3に試作の電動型変速機を搭載した試験用車輌。
M2A3E3
M2A3ベースだがM2A2E3と同様の改修が加えられた試験用車輌。
M2A4
最終生産型。大型単砲塔にM5 37 mm 戦車砲（基本的にM3 対戦車砲のままなので駐退復座機が砲塔外に露出）と7.62 mm 同軸機銃を、車体前部右側に7.62 mm 前方機銃を装備。この型から車体左右袖部のスポンソン前面に7.62 mm 機銃を固定装備として追加。砲塔上面に7.62 mm 機銃を選択装備。装甲厚は最大25ミリに強化された。機関室後部の形状が一新される。1940年。
スチュアート
イギリスに供与されたM2A4に付けられた愛称。

## 登場作品

### ゲーム
『War Thunder』
初期車両としてM2A2、M2A4が登場。
『World of Tanks』
アメリカ軽戦車M2 Light Tankとして開発可能。